# Stroudia abnormis
Stroudia abnormis är en stekelart som beskrevs av Gusenleitner 2001. Stroudia abnormis ingår i släktet Stroudia och familjen Eumenidae. Inga underarter finns listade i Catalogue of Life.